# Citronelle
Citronelle er en by i den sydvestlige del af delstaten Alabama i USA. Byen har 3.946 (2020) indbyggere.
Citronelle er beliggende ca. 10 kilometer øst for grænsen til delstaten Mississippi og ca. 18 kilometer vest for floden Mobile River, kort før dens udløb i Mobile Bay. Byen ligger i den nordlige del af det amerikanske county Mobile County på grænsen til Washington County.